# Castelinho da rua Apa
Castelinho da Rua Apa é um imóvel histórico brasileiro, do município de São Paulo, capital do estado homônimo.
Localizado na confluência da Rua Apa com a Avenida General Olímpio da Silveira, ao lado do Elevado Presidente João Goulart, popularmente conhecido como "Minhocão", é uma construção residencial de 1912. Até 1937 foi propriedade da família Dos Reis, composta por Virgilio Guimarães dos Reis, o pai, Maria Cândida Guimarães dos Reis, a mãe, Armando César dos Reis e Álvaro dos Reis, os filhos. Após uma tragédia familiar, o imóvel ficou sem herdeiros e passou para o patrimônio do Governo Federal. A partir dos anos 1950, o castelinho foi ocupado pela família de Otávio Manzaro, funcionário da Receita Federal, onde ficou até 1982.
De 1982 em diante, a residência foi abandonada e serviu como depósito para catadores de papel. Em 1991, foi aberto processo de tombamento, o qual se concretizou em 2004. No ano de 2015 iniciou-se o processo de restauro, que quando finalizado tornará o bem utilizável para fins sociais e culturais. Desde 1996, a ONG Clube das Mães do Brasil tem a concessão para utilização do local.
Além de seu valor histórico e cultural, o Castelinho é conhecido por ter abrigado uma tragédia familiar na década de 1930, na qual os remanescentes da família de proprietários foram encontrados mortos a tiros. Até hoje não se sabe quem foi o responsável, o que dá ao Castelinho um clima de mistério e fama de mal assombrado, tendo sido manchetes de jornais, revistas e televisão.

## História

### Residência da Família "Dos Reis"
O Castelinho foi construído pela família Dos Reis, em 1912, tendo como molde os castelos franceses. O pai da família faleceu dois meses antes da noite de 12 de maio de 1937, quando uma tragédia ocorreu no imóvel. Maria Cândida Guimarães, de 73 anos, e seus dois filhos, Álvaro Guimarães Reis, de 45, e Armando Guimarães Reis, de 43, foram encontrados mortos ao lado de uma pistola automática Parabellum calibre 9 mm. O crime até hoje não foi esclarecido e diferentes reportagens apontam uma solução, todas díspares. A falta de resposta definitiva ocorre por versões diferentes dadas por policiais e médicos-legistas.
A versão divulgada pela polícia dois dias após o ocorrido é de que Álvaro teria atirado na mãe e no irmão e, depois, se suicidado. A razão seria a discordância entre eles quanto o destino do dinheiro da família, pois ele gostaria de construir um rinque de patinação no gelo, enquanto mãe e irmão desejavam manter o cinema que tinham no centro de São Paulo. Já os médicos-legistas afirmaram que o autor dos disparos teria sido Armando, o irmão mais novo, pois havia pólvora nas mãos dele. E foi incluído ao mistério o fato dos corpos terem sido encontrados lado a lado, uma posição que não é típica de quem dispara contra o alvo e depois se suicida. Além disso, as balas encontradas na mãe são de outro calibre, ou seja, ela teria sido morta com outro revólver, que nunca foi encontrado.
O mistério, além de estampar jornais e revistas, virou livro em 2015, e este traz uma nova versão de que o assassinato teria sido cometido por uma quarta pessoa.
Depois da morte de todos os membros da família, o castelinho foi objeto de disputa judicial entre parentes, mas acabou por virar patrimônio público.

### Concessão ao Clube de Mães do Brasil

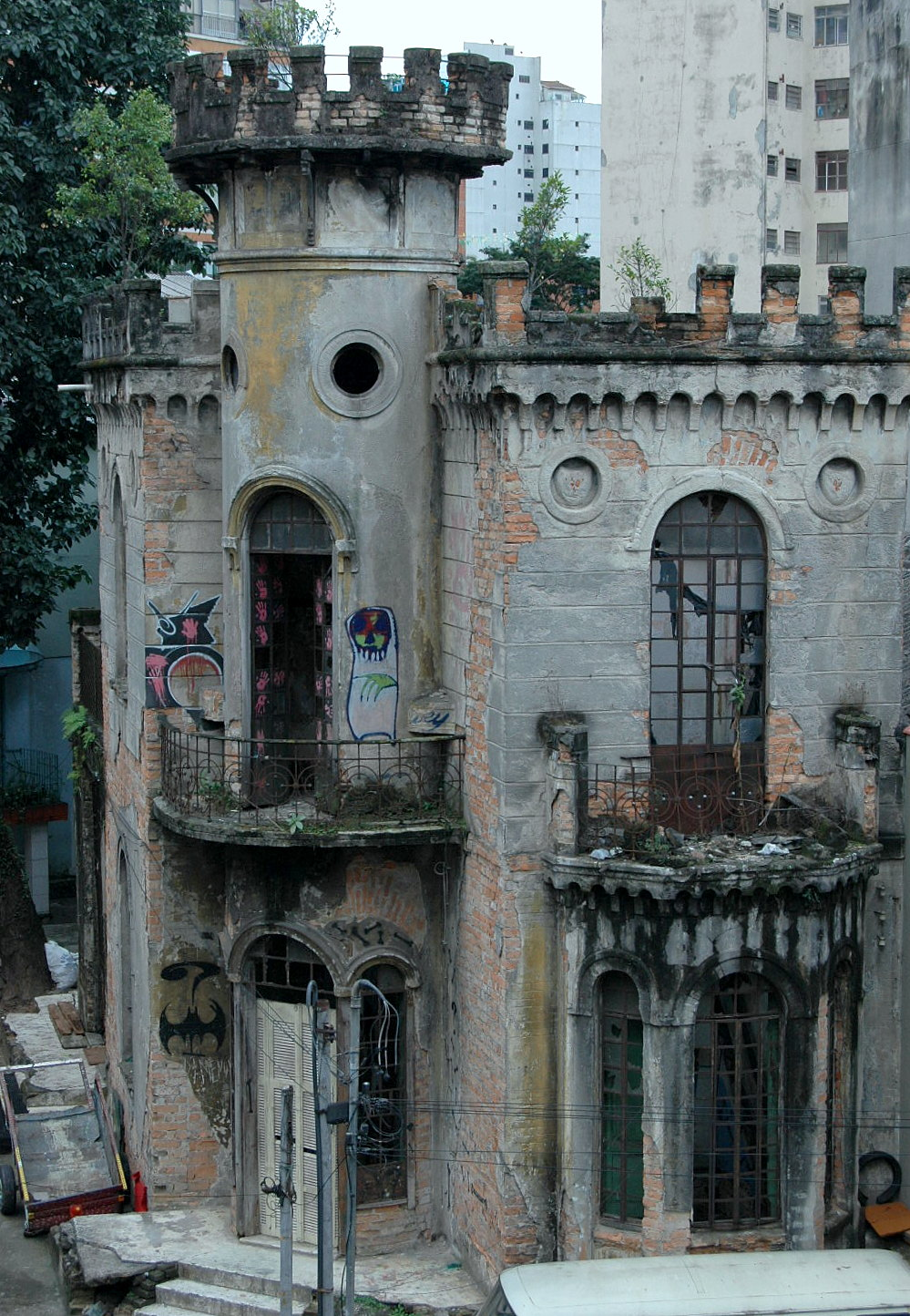
Castelinho degradado em 2010

Em 1996, foi concedida à Organização não-governamental Clube de Mães do Brasil os direitos de uso do Castelinho da Rua Apa. Maria Eulina dos Reis Hilsenbeck é a fundadora e presidente do clube e usa o espaço desde então. Agora, quando restaurado utilizarão o imóvel como espaço de inclusão de pessoas em vulnerabilidade social - crianças, pessoas em situação de rua, dependentes químicos, catadores de papel, entre outros. A está localizada em um prédio anexo ao Castelinho - que não entrou no plano de restauro - e se utiliza do bem tombado para venda de produtos manufaturados pelas pessoas atendidas pela entidade.

### Tombamento

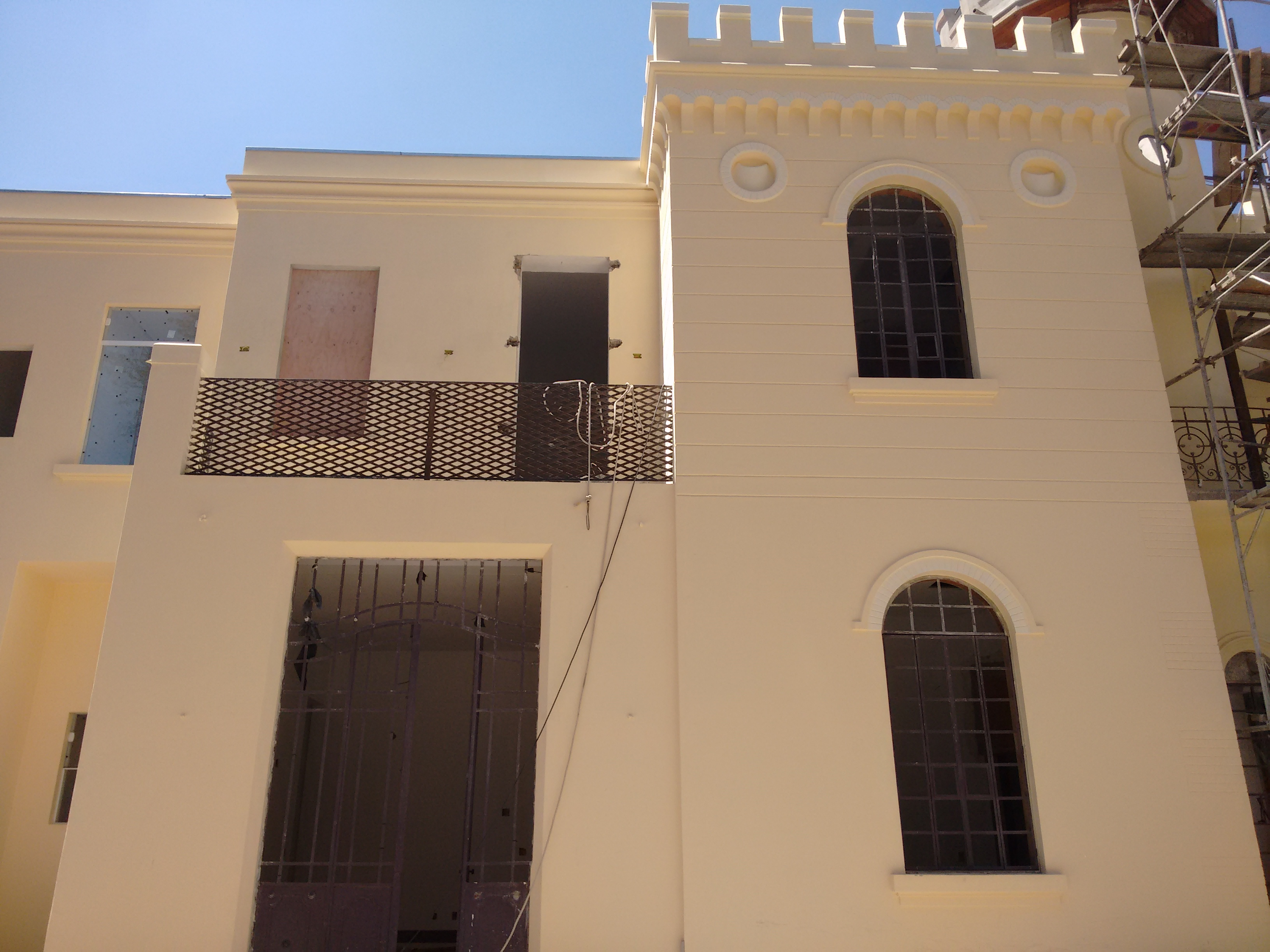
Lateral em restauro

No caso deste bem, consta no Processo de Tombamento dois pedidos protocolados.
O primeiro foi em 14 de fevereiro de 1990, de Jucelino Silva Neto, vereador da cidade. O motivo conclamado por ele foi de que era "uma construção datada do início do século, sendo este dotado de traços arquitetônicos de grande valor artístico, tendo inclusive, sido cenário de inúmeros filmes que retratam o Brail do início do século."  Em dezembro do mesmo ano a oficial de justiça Susan Innace abre mais um pedido com a pretensão de transformar o local em um Museu do Crime.
Por decisão da maioria dos Conselheiros presente à reunião, realizada dia 5 de abril de 1991, o Conselho Municipal de Preservação do Patrimônio Histórico, Cultural e Ambiental da Cidade de São Paulo - CONPRESP - decidiu abrir processo de tombamento do Castelinho da Rua Apa. O motivo foi "pelo valor arquitetônico intrínseco, somado ao fato de ser exemplar residencial da ocupação original da área, representando um marco referencial para a população local."
No dia 10 de dezembro de 2004, uma nota no Diário Oficial do Município (DOM) informou que o Castelinho havia sido tombado, a decisão foi por unanimidade dos conselheiros. Em 2007 e 2011 os artigos 2 e 3 sobre o tombamento que tratam da área externa ao imóvel sofreram nova redação.

#### Vistorias

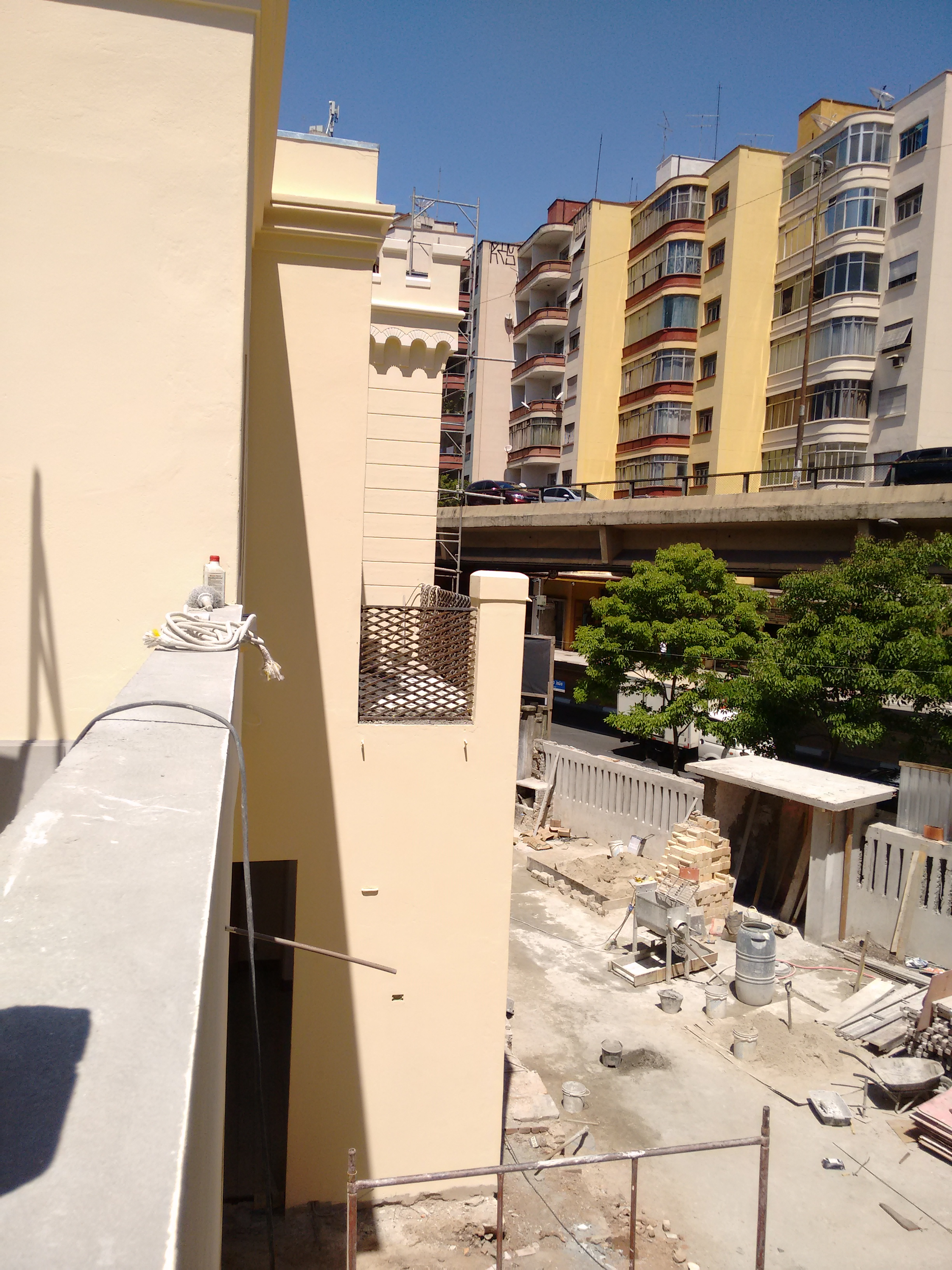
Entorno do Castelinho - "Minhocão" e prédios mais recentes

Foram realizadas três vistorias no local desde 1991, quando o processo de tombamento foi aberto, até 2004 quando o CONPRESP declarou o bem como Patrimônio Histórico e Cultural. Segundo o relato da primeira vistoria, o fato do bem estar abandonado desde 1982 e servir de depósito para catadores de papel ajudou no acúmulo de lixo, papéis e madeira na área externa da casa. Isto fez com que houvesse vários princípios de incêndio. Afirmaram também que o imóvel não se relacionava paisagisticamente com o entorno, que é constituído por edificações de maior gabarito e mais novas. No entanto, ainda se destaca por suas características arquitetônicas diferenciadas. Após longa descrição - encontrada na seção "arquitetura" deste verbete - concluíram solicitando que fosse aberto o processo de tombamento de modo a garantir a manutenção do bem.
Dia 10 de outubro de 1995, uma equipe formada por um engenheiro e uma arquiteta foi enviada ao Castelinho para verificar como se encontrava o imóvel desde a vistoria realizada para viabilizar o tombamento - a qual foi citada acima. Eles afirmaram que o imóvel encontrava-se no mesmo estado precário que na época de abertura do processo, afirmando que o térreo do bem ainda era depósito de sucata e agora abrigava nas antigas cozinha e quarto dos fundos uma família. Contaram estar o forro de madeira deteriorado; não haver vestígios do telhado original, que fora substituído por um improvisado de fibrocimento. As calhas originais estavam apodrecidas e foram substituídas por canos de PVC. O piso do pavimento superior era quase inexistente e corria alto risco de desabamento dos poucos barrotes de madeira que restavam. As janelas de tipo "veneziana" estavam deterioradas, inclusive sem vidros, tal como as esquadrias metálicas. A vistoria não foi feita na parte superior, pois a escada de madeira estava prestes a ruir. Os pontos positivos descritos foram quando a integridade das paredes de alvenaria, sem trincas, e da laje da fachada que suporta o terraço superior. E, apesar do estado geral de precariedade a equipe não detectou intervenções que comprometessem as características arquitetônicas originais do bem, afirmaram dessa forma que o Castelinho era passível de restauro.
A última vistoria foi realizada dia 8 de outubro de 2004 por um arquiteto e um engenheiro civil. Nove anos após a vistoria anterior, o bem encontrava-se em maior degradação, mas ainda passível de restauro: "Apesar do avançado estado de deterioração física que a construção apresenta no momento todos os problemas observados são reversíveis".

### Restauro
O restauro do Castelinho da Rua Apa foi solicitado pela Secretaria Estadual de Defesa da Justiça e da Cidadania ao Fundo de Interesses Difusos - FID. Desde sua reinauguração em abril de 2017, com a conclusão da reforma, o endereço passou a ser a sede da ONG Clube de Mães do Brasil que tem como foco a assistência social, a reintrodução social de moradores de rua, crianças carentes e dependentes químicos, comandada por uma ex-moradora de rua, Maria Eulina Reis Hilsenbeck, que enquanto moradora, procurava abrigo nesse castelo, já abandonado. Tem estimativa de 2,8 milhões de reais do órgão e uma contrapartida do Clube das Mães de 208 mil reais. O restauro teve início no final de 2015 e foi finalizado em janeiro de 2017, sendo o imóvel reaberto em abril de 2017, quase oitenta anos depois da tragédia familiar que lá aconteceu.

## Arquitetura

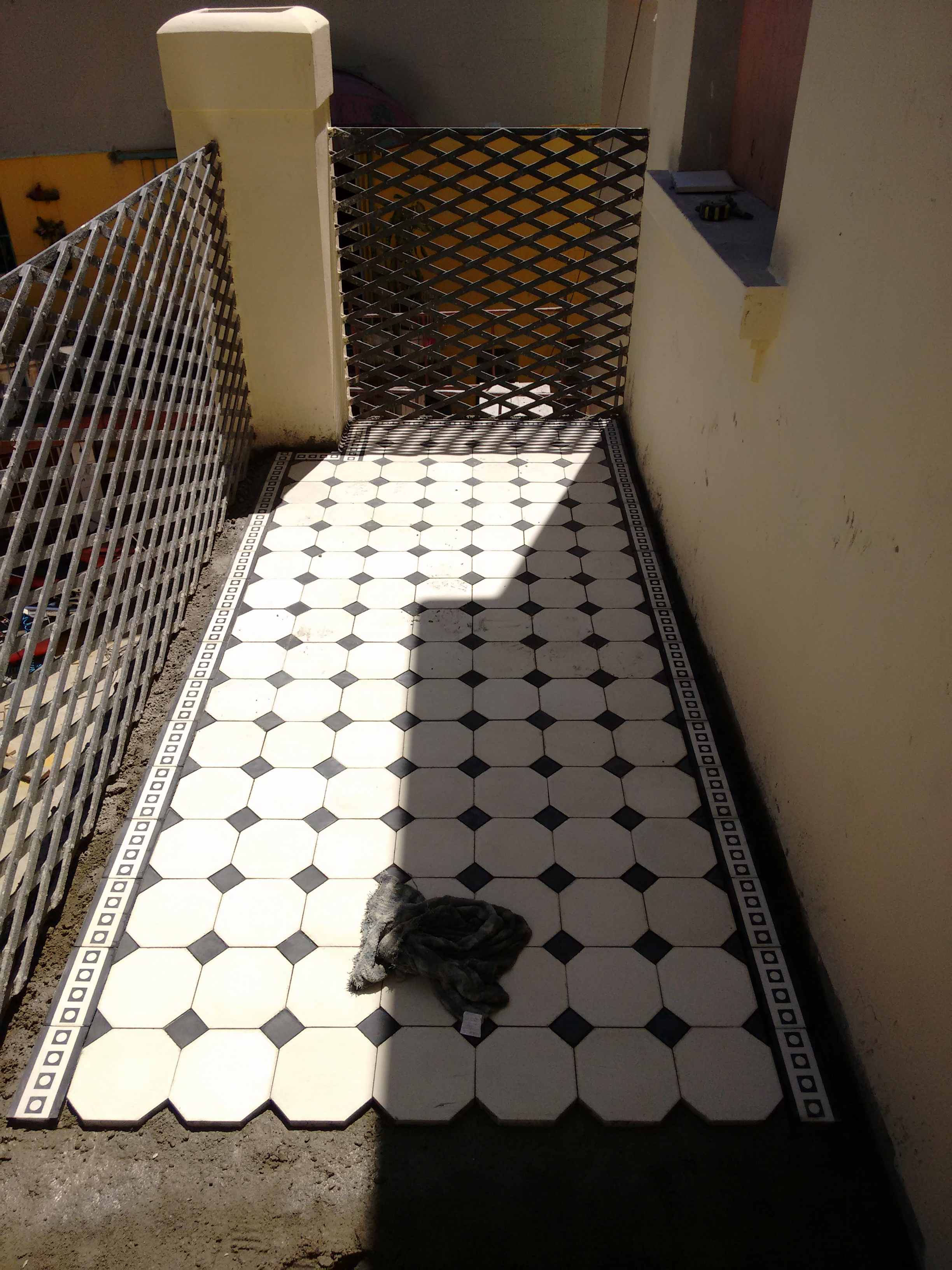
Detalhe do piso e da grade

O relatório de vistoria feito a fim de qualificar o imóvel para tombamento conta com dados do projeto original do imóvel e dados atuais:

### Lote

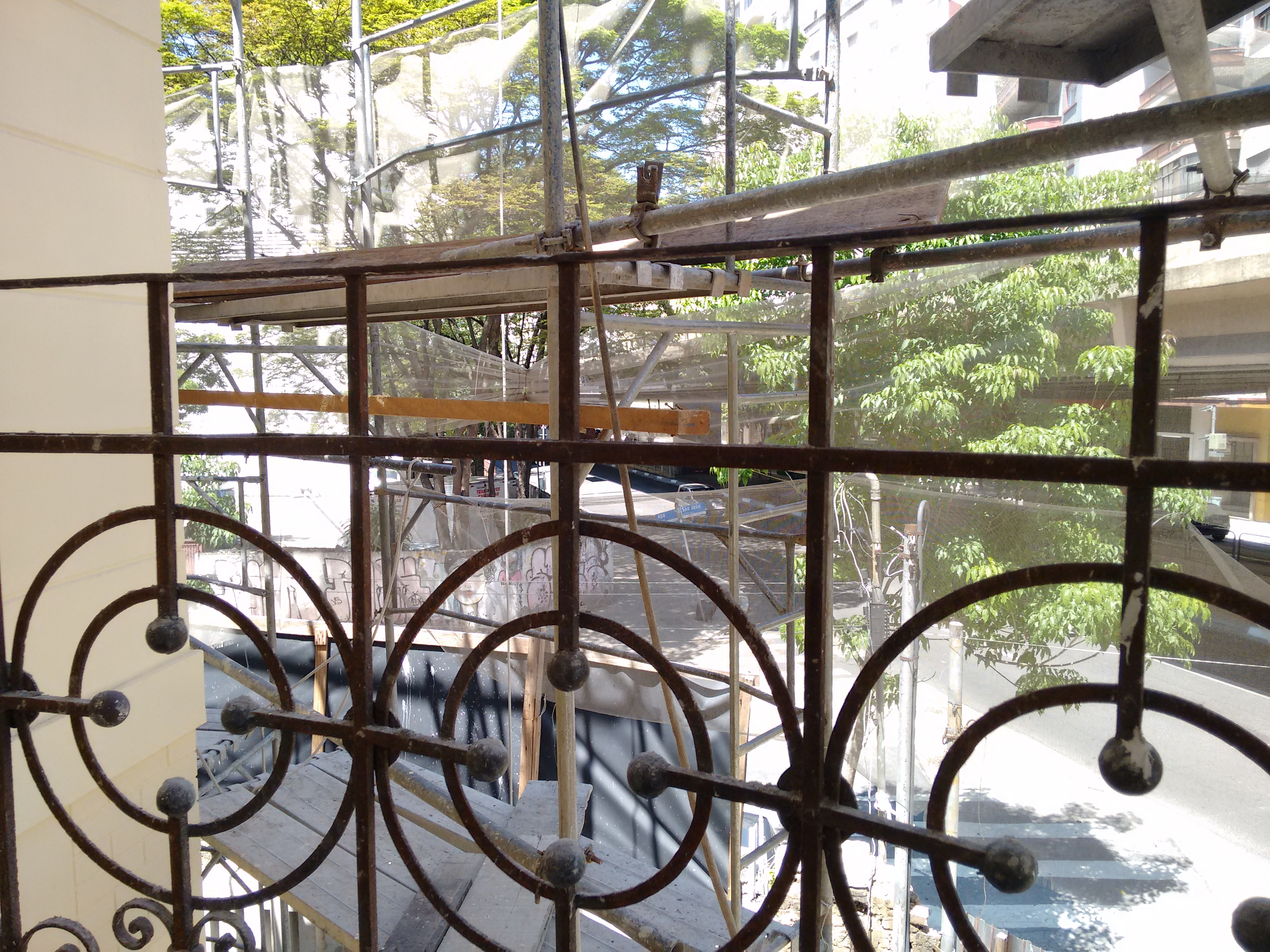
Detalhe da grade

No projeto original de 1912, constava um lote de meia quadra com pequena testada (frente de 6,7 metros) e grande profundidade (mais de 30 metros). Hoje a casa encontra-se implantada em lote de esquina com a Rua Apa. Segundo o relatório de vistoria do imóvel feito antes do tombamento, essa mudança pode ser explicada pelas transformações urbanas ocorridas na área no final da década de 1920,
quando houve a ligação da Avenida São João e a Rua das Palmeiras, além da formação da Praça Marechal Deodoro, que provocaram modificações nas quadras próximas com possíveis demolições. O levantamento aerofotogramétrico realizado em 1930 pelo Mapa Sara Brasil já mostra a conformação atual do imóvel.
A planta original da residência segue as limitações das dimensões dos lotes com pequeno recuo frontal ocupado por um jardim, a implantação desenvolve-se ao longo do terreno em direção aos fundos, onde localiza-se o quintal. Do lado direito, a casa encontra-se nos limites do lote e, do lado esquerdo, apresenta dois discretos recuos laterais (na frente e nos fundos). Apesar das restrições impostas pelo lote, nota-se a tentativa de movimentação da planta com a articulação dos diferentes corpos da construção e a eliminação do tradicional corredor lateral, que determinava a circulação e distribuição dos cômodos na maioria das casas da época.

### Pavilhões e cômodos
O acesso à construção se dá por escada e varandas laterais, que introduzem ao vestíbulo de forma circular situado a base do torreão de entrada. A distribuição das peças do pavilhão térreo (sala de visitas, escritório e hall) é feita a partir deste vestíbulo, que substitui o corredor lateral nesta função.
A sala de jantar, copa, cozinha e dependências de serviço seguem a conformação tradicional, alinhadas segundo um eixo longitudinal. No pavimento superior, todos os dormitórios estão voltados para o hall da escada, que assume a posição de elemento centralizador da circulação. Nesse andar além do cômodo situado acima do vestíbulo e descrito como toilette na planta original, existe um banheiro completo no fim do corredor que dá para o hall da escada. A casa possui porão alto e o pé direito dos dois pavimentos é de 4 metros.

### Estilo arquitetônico
Arquitetonicamente, esta construção residencial pode ser caracterizada como eclética, de inspiração medieval, lembrando um castelo da Idade Média. Um torreão circular situado na intersecção dos dois corpos da casa marca fortemente a composição das fachadas lateral e frontal. A utilização de outros elementos arquitetônicos também ajudam a enfatizar a imagem de pequeno castelo medieval atribuída à residência. As janelas e portas-balcão do pavimento superior são esguias e com vergas de arco pleno. Os gradis dos balcões são em ferro trabalhado em motivos geométricos (composição de quadriculados e círculos). A construção é de alvenaria de tijolos e a cobertura de telhas francesas.

## Na cultura popular
Em outubro de 2021, devido ao sucesso de A Menina que Matou os Pais e o O Menino que Matou Meus Pais, a Galeria Distribuidora anunciou que iria investir em mais produções do gênero true crime, sendo divulgado o anúncio de um projeto sobre o Castelinho da rua Apa.
O livro Caça-fantasmas brasileiros, dedica o capítulo 36 ao imóvel, denominado "O Lugar mais mal-assombrado do Brasil".